# ريتشارد ويب
ريتشارد ويب (بالإنجليزية: Richard Webb)‏ (و. 1915 – 1993 م) هو ممثل، وممثل تلفزيوني، وكاتِب، من الولايات المتحدة الأمريكية، ولد في بلومنجتون، توفي في فان نويس، عن عمر يناهز 78 عاماً.

## وصلات خارجية
- ريتشارد ويب على موقع IMDb (الإنجليزية)
- ريتشارد ويب على موقع ألو سيني (الفرنسية)
- ريتشارد ويب على موقع أول موفي (الإنجليزية)
- ريتشارد ويب على موقع قاعدة بيانات الأفلام السويدية (السويدية)
- ريتشارد ويب على موقع إن إن دي بي (الإنجليزية)
- ريتشارد ويب على موقع قاعدة بيانات الفيلم (الإنجليزية)
- ريتشارد ويب على موقع كينوبويسك (الروسية)